# Premio Theodore Sturgeon Memorial
El Premio Theodore Sturgeon Memorial es un premio anual otorgado por el Centro para el Estudio de la Ciencia Ficción de la Universidad de Kansas al autor del mejor cuento de ciencia ficción publicado en inglés en el año natural previo. Es la contrapartida en ficción corta al premio John W. Campbell Memorial, otorgado por la misma organización al autor de la mejor novela de ciencia ficción del año. El nombre del premio homenajea a Theodore Sturgeon, uno de los principales autores de la Edad de Oro de la ciencia ficción que destacó por su obra breve. El premio fue establecido en 1987 por sus herederos —incluyendo su viuda Jayne Sturgeon— y el entonces director del Centro para el Estudio de la Ciencia Ficción James E. Gunn.

## Ganadores y nominados
En la tabla siguiente los años corresponden a la fecha de la ceremonia, no a cuando la obra fue publicada. Las entradas con un fondo azul y un asterisco (*) junto al nombre del escritor indican el ganador del premio; aquellos con un fondo blanco son el resto de nominados finalistas.
  *   Ganadores
| Año  | Autor                  | Obra | Publicación                                                           | Ref.   |
| ---- | ---------------------- | --- | --------------------------------------------------------------------- | ------ |
| 1987 | Judith Moffett*        | "Surviving"                                                                                             | The Magazine of Fantasy & Science Fiction                             | [ 3 ]  |
| 1987 | Susan Palwick          | "Elephant"                                                                                              | Asimov's Science Fiction                                              | [ 3 ]  |
| 1987 | Richard Kearns         | "Grave Angels"                                                                                          | The Magazine of Fantasy & Science Fiction                             | [ 3 ]  |
| 1987 | Howard Waldrop         | "The Lions Are Asleep This Night"                                                                       | Omni                                                                  | [ 3 ]  |
| 1987 | Pat Cadigan            | "Pretty Boy Crossover"                                                                                  | Asimov's Science Fiction                                              | [ 3 ]  |
| 1988 | Pat Murphy*            | "Rachel in Love"                                                                                        | Asimov's Science Fiction                                              | [ 4 ]  |
| 1988 | Ursula K. Le Guin      | "Buffalo Gals, Won't You Come Out Tonight"                                                              | Fantasy & Science Fiction                                             | [ 4 ]  |
| 1988 | Octavia E. Butler      | "The Evening and the Morning and the Night"                                                             | Omni                                                                  | [ 4 ]  |
| 1988 | Walter Jon Williams    | "Dinosaurs"                                                                                             | Asimov's Science Fiction                                              | [ 4 ]  |
| 1988 | Pat Forde              | "The Gift"                                                                                              | Analog Science Fact & Fiction                                         | [ 4 ]  |
| 1988 | James Patrick Kelly    | "Heroics"                                                                                               | Asimov's Science Fiction                                              | [ 4 ]  |
| 1989 | George Alec Effinger*  | "Schrödinger's Kitten"                                                                                  | Omni                                                                  | [ 5 ]  |
| 1989 | Howard Waldrop         | "Do Ya, Do Ya, Wanna Dance?"                                                                            | Asimov's Science Fiction                                              | [ 5 ]  |
| 1989 | Neal Barrett, Jr.      | "Stairs"                                                                                                | Asimov's Science Fiction                                              | [ 5 ]  |
| 1989 | Steven Popkes          | "The Color Winter"                                                                                      | Asimov's Science Fiction                                              | [ 5 ]  |
| 1989 | John Kessel            | "Mrs. Shummel Exits a Winner"                                                                           | Asimov's Science Fiction                                              | [ 5 ]  |
| 1990 | Michael Swanwick*      | "The Edge of the World"                                                                                 | Full Spectrum 2 (Doubleday)                                           | [ 6 ]  |
| 1990 | Megan Lindholm         | "Silver Lady and the Fortyish Man"                                                                      | Asimov's Science Fiction                                              | [ 6 ]  |
| 1990 | Bruce Sterling         | "Dori Bangs"                                                                                            | Asimov's Science Fiction                                              | [ 6 ]  |
| 1990 | James Patrick Kelly    | "Dancing with the Chairs"                                                                               | Asimov's Science Fiction                                              | [ 6 ]  |
| 1990 | James Patrick Kelly    | "Faith"                                                                                                 | Asimov's Science Fiction                                              | [ 6 ]  |
| 1991 | Terry Bisson*          | "Bears Discover Fire"                                                                                   | Asimov's Science Fiction                                              | [ 7 ]  |
| 1991 | R. A. Lafferty         | Episodes of the Argo                                                                                    | United Mythologies Press                                              | [ 7 ]  |
| 1991 | John Barnes            | "My Advice to the Civilized"                                                                            | Asimov's Science Fiction                                              | [ 7 ]  |
| 1992 | John Kessel*           | "Buffalo"                                                                                               | Fantasy & Science Fiction                                             | [ 8 ]  |
| 1992 | Alan Brennert          | "Ma Qui"                                                                                                | Fantasy & Science Fiction                                             | [ 8 ]  |
| 1992 | Jonathan Lethem        | "The Happy Man"                                                                                         | Asimov's Science Fiction                                              | [ 8 ]  |
| 1993 | Dan Simmons*           | "This Year's Class Picture"                                                                             | Still Dead (Mark V. Ziesing)                                          | [ 9 ]  |
| 1993 | Judith Tarr            | "Death and the Lady"                                                                                    | After the King: Stories in Honor of J.R.R. Tolkien (Tor Books)        | [ 9 ]  |
| 1993 | Pamela Sargent         | "Danny Goes to Mars"                                                                                    | Asimov's Science Fiction                                              | [ 9 ]  |
| 1993 | Connie Willis          | "Even the Queen"                                                                                        | Asimov's Science Fiction                                              | [ 9 ]  |
| 1993 | David B. Silva         | "Slipping"                                                                                              | Borderlands 2 (Avon Books)                                            | [ 9 ]  |
| 1994 | Kij Johnson*           | "Fox Magic"                                                                                             | Asimov's Science Fiction                                              | [ 10 ] |
| 1994 | Howard V. Hendrix      | "At the Shadow of a Dream"                                                                              | Aboriginal SF                                                         | [ 10 ] |
| 1994 | Martha Soukup          | "The Story So Far"                                                                                      | Full Spectrum 4 (Bantam Spectra)                                      | [ 10 ] |
| 1995 | Ursula K. Le Guin*     | "Forgiveness Day"                                                                                       | Asimov's Science Fiction                                              | [ 11 ] |
| 1995 | Maureen F. McHugh      | "Nekropolis"                                                                                            | Asimov's Science Fiction                                              | [ 11 ] |
| 1995 | Michael Bishop         | "Cri de Coeur"                                                                                          | Asimov's Science Fiction                                              | [ 11 ] |
| 1995 | Albert Goldbarth       | "The Two Domains"                                                                                       | Beloit Poetry Journal                                                 | [ 11 ] |
| 1995 | Ursula K. Le Guin      | "Another Story or A Fisherman of the Inland Sea"                                                        | Tomorrow Speculative Fiction                                          | [ 11 ] |
| 1995 | Greg Egan              | "Cocoon"                                                                                                | Asimov's Science Fiction                                              | [ 11 ] |
| 1995 | Edward Bryant          | "The Fire that Scours"                                                                                  | Omni                                                                  | [ 11 ] |
| 1995 | David Gerrold          | "The Martian Child"                                                                                     | Fantasy & Science Fiction                                             | [ 11 ] |
| 1995 | Michael F. Flynn       | "Melodies of the Heart"                                                                                 | Analog Science Fiction and Fact                                       | [ 11 ] |
| 1995 | Pat Cadigan            | "Paris In June"                                                                                         | Omni                                                                  | [ 11 ] |
| 1995 | Mike Resnick           | "Seven Views of Olduvai Gorge"                                                                          | Fantasy & Science Fiction                                             | [ 11 ] |
| 1995 | Rick Cook              | "Symphony for Skyfall"                                                                                  | Analog Science Fiction and Fact                                       | [ 11 ] |
| 1995 | Peter L. Manly         | "Symphony for Skyfall"                                                                                  | Analog Science Fiction and Fact                                       | [ 11 ] |
| 1995 | Barry N. Malzberg      | "Understanding Entropy"                                                                                 | Science Fiction Age                                                   | [ 11 ] |
| 1996 | John G. McDaid*        | "Jigoku no Mokushiroku (The Symbolic Revelation of the Apocalypse)"                                     | Asimov's Science Fiction                                              | [ 12 ] |
| 1996 | Brian Stableford       | "The Age of Innocence"                                                                                  | Asimov's Science Fiction                                              | [ 12 ] |
| 1996 | Ray Aldridge           | "The Spine Divers"                                                                                      | Fantasy & Science Fiction                                             | [ 12 ] |
| 1996 | Paul Levinson          | "The Chronology Protection Case"                                                                        | Analog Science Fiction and Fact                                       | [ 12 ] |
| 1996 | S. P. Somtow           | "Diamonds Aren't Forever"                                                                               | David Copperfield's Tales of the Impossible (HarperPrism)             | [ 12 ] |
| 1996 | Nancy Kress            | "Fault Lines"                                                                                           | Asimov's Science Fiction                                              | [ 12 ] |
| 1996 | Nina Kiriki Hoffman    | "Home for Christmas"                                                                                    | Fantasy & Science Fiction                                             | [ 12 ] |
| 1996 | Michael Bishop         | "I, Iscariot"                                                                                           | Crank!                                                                | [ 12 ] |
| 1996 | Brian Stableford       | "Mortimer Gray's History of Death"                                                                      | Asimov's Science Fiction                                              | [ 12 ] |
| 1996 | David Marusek          | "We Were Out of Our Minds With Joy"                                                                     | Asimov's Science Fiction                                              | [ 12 ] |
| 1996 | Robert R. Chase        | "The Wellness Plague"                                                                                   | Analog Science Fiction and Fact                                       | [ 12 ] |
| 1997 | Nancy Kress*           | "The Flowers of Aulit Prison"                                                                           | Asimov's Science Fiction                                              | [ 13 ] |
| 1997 | William Barton         | "Age of Aquarius"                                                                                       | Asimov's Science Fiction                                              | [ 13 ] |
| 1997 | Gregory Feeley         | "The Weighing of Ayre"                                                                                  | Starlight 1                                                           | [ 13 ] |
| 1997 | Suzy McKee Charnas     | "Beauty and the Opéra or The Phantom Beast"                                                             | Asimov's Science Fiction                                              | [ 13 ] |
| 1997 | Jeff VanderMeer        | Dradin, In Love                                                                                         | Buzzcity Press                                                        | [ 13 ] |
| 1997 | Karen Joy Fowler       | "The Elizabeth Complex"                                                                                 | Crank!                                                                | [ 13 ] |
| 1997 | John M. Ford           | "Erase/Record/Play"                                                                                     | Starlight 1 (Tor Books)                                               | [ 13 ] |
| 1997 | John Crowley           | "Gone"                                                                                                  | Fantasy & Science Fiction                                             | [ 13 ] |
| 1997 | Nancy Kress            | "Marigold Outlet"                                                                                       | Twists of the Tale: An Anthology of Cat Horror (Dell Publishing)      | [ 13 ] |
| 1997 | Michael Swanwick       | "Radio Waves"                                                                                           | Omni                                                                  | [ 13 ] |
| 1997 | James P. Blaylock      | "Thirteen Phantasms"                                                                                    | Omni Online                                                           | [ 13 ] |
| 1998 | Michael F. Flynn*      | "House of Dreams"                                                                                       | Asimov's Science Fiction                                              | [ 14 ] |
| 1998 | Allen Steele           | "...Where Angels Fear to Tread"                                                                         | Asimov's Science Fiction                                              | [ 14 ] |
| 1998 | Brian Stableford       | "Coming to Grips with the Great Plague"                                                                 | Omni Online                                                           | [ 14 ] |
| 1998 | Mike Resnick           | "The 43 Antarean Dynasties"                                                                             | Asimov's Science Fiction                                              | [ 14 ] |
| 1998 | Alan Brennert          | "Echoes"                                                                                                | Fantasy & Science Fiction                                             | [ 14 ] |
| 1998 | Paul Park              | "Get a Grip"                                                                                            | Fantasy & Science Fiction                                             | [ 14 ] |
| 1998 | James Patrick Kelly    | "Itsy Bitsy Spider"                                                                                     | Asimov's Science Fiction                                              | [ 14 ] |
| 1998 | Walter Jon Williams    | "Lethe"                                                                                                 | Asimov's Science Fiction                                              | [ 14 ] |
| 1998 | Paul Levinson          | "Loose Ends"                                                                                            | Analog Science Fiction and Fact                                       | [ 14 ] |
| 1998 | Mary Rosenblum         | "One Good Juror"                                                                                        | Asimov's Science Fiction                                              | [ 14 ] |
| 1998 | James Sarafin          | "One Good Juror"                                                                                        | Asimov's Science Fiction                                              | [ 14 ] |
| 1998 | William Sanders        | "The Undiscovered"                                                                                      | Asimov's Science Fiction                                              | [ 14 ] |
| 1998 | Mary Soon Lee          | "Universal Grammar"                                                                                     | Fantasy & Science Fiction                                             | [ 14 ] |
| 1999 | Ted Chiang*            | La historia de tu vida                                                                                  | Starlight 2 (Tor Books)                                               | [ 15 ] |
| 1999 | Michael Kandel         | "Wading River Dogs and More"                                                                            | Asimov's Science Fiction                                              | [ 15 ] |
| 1999 | Ian R. MacLeod         | "The Summer Isles"                                                                                      | Asimov's Science Fiction                                              | [ 15 ] |
| 1999 | Paul Levinson          | "Advantage, Bellarmine"                                                                                 | Analog Science Fiction and Fact                                       | [ 15 ] |
| 1999 | Gregory Feeley         | "Animae Celestes"                                                                                       | Asimov's Science Fiction                                              | [ 15 ] |
| 1999 | Raphael Carter         | "Congenital Agenesis of Gender Ideation by K.N. Sirsi and Sandra Botkin"                                | Starlight 2 (Tor Books)                                               | [ 15 ] |
| 1999 | Eliot Fintushel        | "Crane Fly"                                                                                             | Amazing Stories                                                       | [ 15 ] |
| 1999 | Cory Doctorow          | "Craphound"                                                                                             | Science Fiction Age                                                   | [ 15 ] |
| 1999 | L. Timmel Duchamp      | "Dance at the Edge"                                                                                     | Bending the Landscape: Science Fiction (The Overlook Press)           | [ 15 ] |
| 1999 | Kristine Kathryn Rusch | "Echea"                                                                                                 | Asimov's Science Fiction                                              | [ 15 ] |
| 1999 | Gregory Frost          | "How Meersh the Bedeviler Lost His Toes"                                                                | Asimov's Science Fiction                                              | [ 15 ] |
| 1999 | Uncle River            | "Love of the True God"                                                                                  | Talebones                                                             | [ 15 ] |
| 1999 | James Patrick Kelly    | "Lovestory"                                                                                             | Asimov's Science Fiction                                              | [ 15 ] |
| 1999 | Bruce Sterling         | "Maneki Neko"                                                                                           | Fantasy & Science Fiction                                             | [ 15 ] |
| 1999 | Greg Egan              | "The Planck Dive"                                                                                       | Asimov's Science Fiction                                              | [ 15 ] |
| 1999 | R. Garcia y Robertson  | "A Princess of Helium"                                                                                  | Fantasy & Science Fiction                                             | [ 15 ] |
| 1999 | Michael Swanwick       | "Radiant Doors"                                                                                         | Asimov's Science Fiction                                              | [ 15 ] |
| 1999 | Tony Daniel            | "Radio Praha"                                                                                           | Asimov's Science Fiction                                              | [ 15 ] |
| 1999 | Michael Swanwick       | "Wild Minds"                                                                                            | Asimov's Science Fiction                                              | [ 15 ] |
| 2000 | David Marusek*         | "The Wedding Album"                                                                                     | Asimov's Science Fiction                                              | [ 16 ] |
| 2000 | Eleanor Arnason        | "Dapple: A Hwarhath Historical Romance"                                                                 | Asimov's Science Fiction                                              | [ 16 ] |
| 2000 | Judith Berman          | "The Window"                                                                                            | Asimov's Science Fiction                                              | [ 16 ] |
| 2000 | Ian R. MacLeod         | "The Chop Girl"                                                                                         | Asimov's Science Fiction                                              | [ 16 ] |
| 2000 | Walter Jon Williams    | "Daddy's World"                                                                                         | Not of Woman Born (Roc Books)                                         | [ 16 ] |
| 2000 | Geoff Ryman            | "Everywhere"                                                                                            | Interzone                                                             | [ 16 ] |
| 2000 | Brian A. Hopkins       | "Five Days in April"                                                                                    | Chiaroscuro                                                           | [ 16 ] |
| 2000 | James E. Gunn          | "The Giftie"                                                                                            | Analog Science Fiction and Fact                                       | [ 16 ] |
| 2000 | Richard Wadholm        | "Green Tea"                                                                                             | Asimov's Science Fiction                                              | [ 16 ] |
| 2000 | William Sanders        | "Jennifer, Just Before Midnight"                                                                        | Fantasy & Science Fiction                                             | [ 16 ] |
| 2000 | Terry Bisson           | "Macs"                                                                                                  | Fantasy & Science Fiction                                             | [ 16 ] |
| 2000 | Wil McCarthy           | "Once Upon a Matter Crushed"                                                                            | Science Fiction Age                                                   | [ 16 ] |
| 2000 | Michael A. Burstein    | "Reality Check"                                                                                         | Analog Science Fiction and Fact                                       | [ 16 ] |
| 2000 | M. John Harrison       | "Suicide Coast"                                                                                         | Fantasy & Science Fiction                                             | [ 16 ] |
| 2000 | Robert Reed            | "Winemaster"                                                                                            | Fantasy & Science Fiction                                             | [ 16 ] |
| 2001 | Ian McDonald*          | Tendeléo's Story                                                                                        | PS Publishing                                                         | [ 17 ] |
| 2001 | Stephen Baxter         | "Sheena 5"                                                                                              | Analog Science Fiction and Fact                                       | [ 17 ] |
| 2001 | Lucius Shepard         | "Radiant Green Star"                                                                                    | Asimov's Science Fiction                                              | [ 17 ] |
| 2001 | Charles Stross         | "Antibodies"                                                                                            | Interzone                                                             | [ 17 ] |
| 2001 | Ursula K. Le Guin      | "The Birthday of the World"                                                                             | Fantasy & Science Fiction                                             | [ 17 ] |
| 2001 | William Barton         | "Heart of Glass"                                                                                        | Asimov's Science Fiction                                              | [ 17 ] |
| 2001 | John Kessel            | "The Juniper Tree"                                                                                      | Science Fiction Age                                                   | [ 17 ] |
| 2001 | Eliot Fintushel        | "Milo and Sylvie"                                                                                       | Asimov's Science Fiction                                              | [ 17 ] |
| 2001 | Stephen Baxter         | "On the Orion Line"                                                                                     | Asimov's Science Fiction                                              | [ 17 ] |
| 2001 | Paul J. McAuley        | "Reef"                                                                                                  | Skylife: Space Habitats in Story and Science (Harcourt)               | [ 17 ] |
| 2001 | Nancy Kress            | "Savior"                                                                                                | Asimov's Science Fiction                                              | [ 17 ] |
| 2001 | Ted Chiang             | "Seventy-Two Letters"                                                                                   | Vanishing Acts (Tor Books)                                            | [ 17 ] |
| 2002 | Andy Duncan*           | "The Chief Designer"                                                                                    | Asimov's Science Fiction                                              | [ 18 ] |
| 2002 | Charles Stross         | "Lobsters"                                                                                              | Asimov's Science Fiction                                              | [ 18 ] |
| 2002 | James Patrick Kelly    | "Undone"                                                                                                | Asimov's Science Fiction                                              | [ 18 ] |
| 2002 | James K. Morrow        | "The Cat's Pajamas"                                                                                     | Fantasy & Science Fiction                                             | [ 18 ] |
| 2002 | Michael Swanwick       | "The Dog Said Bow-Wow"                                                                                  | Asimov's Science Fiction                                              | [ 18 ] |
| 2002 | Lucius Shepard         | "Eternity and Afterward"                                                                                | Fantasy & Science Fiction                                             | [ 18 ] |
| 2002 | Geoff Ryman            | "Have Not Have"                                                                                         | Fantasy & Science Fiction                                             | [ 18 ] |
| 2002 | Ted Chiang             | "Hell Is the Absence of God"                                                                            | Starlight 3 (Tor Books)                                               | [ 18 ] |
| 2002 | Maureen F. McHugh      | "Interview: On Any Given Day"                                                                           | Starlight 3 (Tor Books)                                               | [ 18 ] |
| 2002 | Ian R. MacLeod         | "Isabel of the Fall"                                                                                    | Interzone                                                             | [ 18 ] |
| 2002 | Richard Chwedyk        | "The Measure of All Things"                                                                             | Fantasy & Science Fiction                                             | [ 18 ] |
| 2002 | Ian R. MacLeod         | "New Light on the Drake Equation"                                                                       | Sci Fiction                                                           | [ 18 ] |
| 2003 | Lucius Shepard*        | "Over Yonder"                                                                                           | Sci Fiction                                                           | [ 19 ] |
| 2003 | Richard Chwedyk        | "Bronte's Egg"                                                                                          | Fantasy & Science Fiction                                             | [ 19 ] |
| 2003 | Greg Egan              | "Singleton"                                                                                             | Interzone                                                             | [ 19 ] |
| 2003 | Ian R. MacLeod         | "Breathmoss"                                                                                            | Asimov's Science Fiction                                              | [ 19 ] |
| 2003 | Robert Reed            | "Coelacanths"                                                                                           | Fantasy & Science Fiction                                             | [ 19 ] |
| 2003 | Charles Stross         | "Halo"                                                                                                  | Asimov's Science Fiction                                              | [ 19 ] |
| 2003 | Bruce Sterling         | "In Paradise"                                                                                           | Fantasy & Science Fiction                                             | [ 19 ] |
| 2003 | Ted Chiang             | "Liking What You See: A Documentary"                                                                    | Stories of Your Life and Others (Tor Books)                           | [ 19 ] |
| 2003 | Gregory Frost          | "Madonna of the Maquiladora"                                                                            | Asimov's Science Fiction                                              | [ 19 ] |
| 2003 | Ursula K. Le Guin      | "The Seasons of the Ansarac"                                                                            | The Infinite Matrix 3                                                 | [ 19 ] |
| 2003 | John Kessel            | "Stories for Men"                                                                                       | Asimov's Science Fiction                                              | [ 19 ] |
| 2003 | Ursula K. Le Guin      | "The Wild Girls"                                                                                        | Asimov's Science Fiction                                              | [ 19 ] |
| 2003 | Paul Di Filippo        | A Year in the Linear City                                                                               | PS Publishing                                                         | [ 19 ] |
| 2004 | Kage Baker*            | "The Empress of Mars"                                                                                   | Asimov's Science Fiction                                              | [ 20 ] |
| 2004 | James Patrick Kelly    | "Bernardo's House"                                                                                      | Asimov's Science Fiction                                              | [ 20 ] |
| 2004 | John Kessel            | "It's All True"                                                                                         | Sci Fiction                                                           | [ 20 ] |
| 2004 | Jack Skillingstead     | "Dead Worlds"                                                                                           | Asimov's Science Fiction                                              | [ 20 ] |
| 2004 | William Sanders        | "Dry Bones"                                                                                             | Asimov's Science Fiction                                              | [ 20 ] |
| 2004 | Jeffrey Ford           | "The Empire of Ice Cream"                                                                               | Sci Fiction                                                           | [ 20 ] |
| 2004 | Paolo Bacigalupi       | "The Fluted Girl"                                                                                       | Fantasy & Science Fiction                                             | [ 20 ] |
| 2004 | Ruth Nestvold          | "Looking Through Lace"                                                                                  | Asimov's Science Fiction                                              | [ 20 ] |
| 2004 | William Barton         | "Off on a Starship"                                                                                     | Asimov's Science Fiction                                              | [ 20 ] |
| 2004 | Lucius Shepard         | "Only Partly Here"                                                                                      | Asimov's Science Fiction                                              | [ 20 ] |
| 2004 | David D. Levine        | "The Tale of the Golden Eagle"                                                                          | Fantasy & Science Fiction                                             | [ 20 ] |
| 2004 | Adam-Troy Castro       | "The Tangled Strings of the Marionettes"                                                                | Fantasy & Science Fiction                                             | [ 20 ] |
| 2005 | Bradley Denton*        | "Sergeant Chip"                                                                                         | Fantasy & Science Fiction                                             | [ 21 ] |
| 2005 | Christopher Rowe       | "The Voluntary State"                                                                                   | Sci Fiction                                                           | [ 21 ] |
| 2005 | Robert Reed            | "Mere"                                                                                                  | Golden Gryphon Press                                                  | [ 21 ] |
| 2005 | Ian Watson             | "An Appeal to Adolf"                                                                                    | Conqueror Fantastic (DAW Books)                                       | [ 21 ] |
| 2005 | Gregory Feeley         | "Arabian Wine"                                                                                          | Asimov's Science Fiction                                              | [ 21 ] |
| 2005 | John Kessel            | "The Baum Plan for Financial Independence"                                                              | Sci Fiction                                                           | [ 21 ] |
| 2005 | David Gerrold          | "Dancer in the Dark"                                                                                    | Fantasy & Science Fiction                                             | [ 21 ] |
| 2005 | Judith Berman          | "The Fear Gun"                                                                                          | Asimov's Science Fiction                                              | [ 21 ] |
| 2005 | Lois Tilton            | "The Gladiator's War: A Dialog"                                                                         | Asimov's Science Fiction                                              | [ 21 ] |
| 2005 | Steven Utley           | "Invisible Kingdoms"                                                                                    | Fantasy & Science Fiction                                             | [ 21 ] |
| 2005 | Gene Wolfe             | "The Lost Pilgrim"                                                                                      | The First Heroes: New Tales of the Bronze Age (Tor Books)             | [ 21 ] |
| 2005 | Nnedi Okorafor-Mbachu  | "The Magical Negro"                                                                                     | Dark Matter: Reading the Bones (Warner Aspect)                        | [ 21 ] |
| 2005 | Steve Tomasula         | "The Risk-Taking Gene as Expressed by Some Asian Subjects"                                              | Denver Quarterly                                                      | [ 21 ] |
| 2005 | Brenda Cooper          | "Savant Songs"                                                                                          | Analog Science Fiction and Fact                                       | [ 21 ] |
| 2005 | Terry Bisson           | "Scout's Honor"                                                                                         | Sci Fiction                                                           | [ 21 ] |
| 2005 | Margo Lanagan          | "Singing My Sister Down"                                                                                | Black Juice (Allen & Unwin)                                           | [ 21 ] |
| 2005 | Benjamin Rosenbaum     | "Start the Clock"                                                                                       | Fantasy & Science Fiction                                             | [ 21 ] |
| 2005 | Kelly Link             | "Stone Animals"                                                                                         | Conjunctions 43: Beyond Arcadia                                       | [ 21 ] |
| 2005 | Mike Moscoe            | "The Strange Redemption of Sister Mary Ann"                                                             | Analog Science Fiction and Fact                                       | [ 21 ] |
| 2005 | Pamela Sargent         | "Venus Flowers at Night"                                                                                | Microcosms (DAW Books)                                                | [ 21 ] |
| 2006 | Paolo Bacigalupi*      | "The Calorie Man"                                                                                       | Fantasy & Science Fiction                                             | [ 22 ] |
| 2006 | Ian McDonald           | "The Little Goddess"                                                                                    | Asimov's Science Fiction                                              | [ 22 ] |
| 2006 | Kelly Link             | "Magic for Beginners"                                                                                   | Magic for Beginners (Small Beer Press)                                | [ 22 ] |
| 2006 | Bruce Sterling         | "The Blemmye's Stratagem"                                                                               | Fantasy & Science Fiction                                             | [ 22 ] |
| 2006 | James Van Pelt         | "The Inn at Mount Either"                                                                               | Analog Science Fiction and Fact                                       | [ 22 ] |
| 2006 | Connie Willis          | "Inside Job"                                                                                            | Asimov's Science Fiction                                              | [ 22 ] |
| 2006 | John G. McDaid         | "Keyboard Practice, Consisting of an Aria with Diverse Variations for the Harpsichord with Two Manuals" | Fantasy & Science Fiction                                             | [ 22 ] |
| 2006 | Vonda N. McIntyre      | "Little Faces"                                                                                          | Sci Fiction                                                           | [ 22 ] |
| 2006 | Jason Stoddard         | "Panacea"                                                                                               | Sci Fiction                                                           | [ 22 ] |
| 2006 | Daryl Gregory          | "Second Person, Present Tense"                                                                          | Asimov's Science Fiction                                              | [ 22 ] |
| 2007 | Robert Charles Wilson* | "The Cartesian Theater"                                                                                 | FutureShocks (Roc Books)                                              | [ 23 ] |
| 2007 | Robert Reed            | "A Billion Eves"                                                                                        | Asimov's Science Fiction                                              | [ 23 ] |
| 2007 | Michael Swanwick       | "Lord Weary's Empire"                                                                                   | Asimov's Science Fiction                                              | [ 23 ] |
| 2007 | Christopher Rowe       | "Another Word for Map Is Faith"                                                                         | Fantasy & Science Fiction                                             | [ 23 ] |
| 2007 | Michael F. Flynn       | "Dawn, and Sunset, and the Colours of the Earth"                                                        | Asimov's Science Fiction                                              | [ 23 ] |
| 2007 | Ian McDonald           | "The Djinn's Wife"                                                                                      | Asimov's Science Fiction                                              | [ 23 ] |
| 2007 | Benjamin Rosenbaum     | "The House Beyond Your Sky"                                                                             | Strange Horizons                                                      | [ 23 ] |
| 2007 | William Shunn          | "Inclination"                                                                                           | Asimov's Science Fiction                                              | [ 23 ] |
| 2007 | Robert Charles Wilson  | Julian: A Christmas Story                                                                               | PS Publishing                                                         | [ 23 ] |
| 2007 | Paul Melko             | "The Walls of the Universe"                                                                             | Asimov's Science Fiction                                              | [ 23 ] |
| 2007 | Paolo Bacigalupi       | "Yellow Card Man"                                                                                       | Asimov's Science Fiction                                              | [ 23 ] |
| 2007 | M. Rickert             | "You Have Never Been Here"                                                                              | Feeling Very Strange: The Slipstream Anthology (Tachyon Publications) | [ 23 ] |
| 2008 | David Moles*           | "Finisterra"                                                                                            | Fantasy & Science Fiction                                             | [ 24 ] |
| 2008 | Elizabeth Bear*        | "Tideline"                                                                                              | Asimov's Science Fiction                                              | [ 24 ] |
| 2008 | Ian R. MacLeod         | "The Master Miller's Tale"                                                                              | Fantasy & Science Fiction                                             | [ 24 ] |
| 2008 | Gene Wolfe             | "Memorare"                                                                                              | Fantasy & Science Fiction                                             | [ 24 ] |
| 2008 | Karen Joy Fowler       | "Always"                                                                                                | Asimov's Science Fiction                                              | [ 24 ] |
| 2008 | Johanna Sinisalo       | "Baby Doll"                                                                                             | The SFWA European Hall of Fame (Tor Books)                            | [ 24 ] |
| 2008 | Jeffrey Ford           | "The Dreaming Wind"                                                                                     | The Coyote Road: Trickster Tales (Viking Press)                       | [ 24 ] |
| 2008 | Kij Johnson            | "The Evolution of Trickster Stories Among the Dogs of North Park After the Change"                      | The Coyote Road: Trickster Tales (Viking Press)                       | [ 24 ] |
| 2008 | Laird Barron           | "The Forest"                                                                                            | Inferno (Tor Books)                                                   | [ 24 ] |
| 2008 | John Kessel            | "The Last American"                                                                                     | Foundation                                                            | [ 24 ] |
| 2008 | Ted Chiang             | "The Merchant and the Alchemist's Gate"                                                                 | Fantasy & Science Fiction                                             | [ 24 ] |
| 2008 | Gwyneth Jones          | "The Tomb Wife"                                                                                         | Fantasy & Science Fiction                                             | [ 24 ] |
| 2009 | James Alan Gardner*    | "The Ray-Gun: A Love Story"                                                                             | Asimov's Science Fiction                                              | [ 25 ] |
| 2009 | Kathleen Ann Goonan    | "Memory Dog"                                                                                            | Asimov's Science Fiction                                              | [ 25 ] |
| 2009 | Ian McDonald           | "The Tear"                                                                                              | Galactic Empires (Science Fiction Book Club)                          | [ 25 ] |
| 2009 | Michael Swanwick       | "From Babel's Fall'n Glory We Fled"                                                                     | Asimov's Science Fiction                                              | [ 25 ] |
| 2009 | Paolo Bacigalupi       | "The Gambler"                                                                                           | Fast Forward 2 (Pyr)                                                  | [ 25 ] |
| 2009 | Hannu Rajaniemi        | "His Master's Voice"                                                                                    | Interzone                                                             | [ 25 ] |
| 2009 | Charles Coleman Finlay | "The Political Prisoner"                                                                                | Fantasy & Science Fiction                                             | [ 25 ] |
| 2009 | Maureen F. McHugh      | "Special Economics"                                                                                     | The Del Rey Book of Science Fiction and Fantasy (Del Rey Books)       | [ 25 ] |
| 2009 | Cory Doctorow          | "True Names"                                                                                            | Fast Forward 2 (Pyr)                                                  | [ 25 ] |
| 2010 | James K. Morrow*       | Shambling Towards Hiroshima                                                                             | Tachyon Publications                                                  | [ 26 ] |
| 2010 | Sara Genge             | "As Women Fight"                                                                                        | Asimov's Science Fiction                                              | [ 26 ] |
| 2010 | John Barnes            | "Things Undone"                                                                                         | Jim Baen's Universe                                                   | [ 26 ] |
| 2010 | Damien Broderick       | "This Wind Blowing, and this Tide"                                                                      | Asimov's Science Fiction                                              | [ 26 ] |
| 2010 | Ted Kosmatka           | "Blood Dauber"                                                                                          | Asimov's Science Fiction                                              | [ 26 ] |
| 2010 | Michael Poore          | "Blood Dauber"                                                                                          | Asimov's Science Fiction                                              | [ 26 ] |
| 2010 | Tanith Lee             | "Clockatrice"                                                                                           | Fantasy Magazine                                                      | [ 26 ] |
| 2010 | Lewis Shiner           | "The Death of Che Guevara"                                                                              | Subterranean Press                                                    | [ 26 ] |
| 2010 | Rachel Swirsky         | "Eros, Philia, Agape"                                                                                   | Tor.com                                                               | [ 26 ] |
| 2010 | Tim Pratt              | "Her Voice in a Bottle"                                                                                 | Subterranean Press                                                    | [ 26 ] |
| 2010 | Peter Watts            | "The Island"                                                                                            | The New Space Opera 2 (Eos)                                           | [ 26 ] |
| 2010 | Kij Johnson            | "Spar"                                                                                                  | Clarkesworld Magazine                                                 | [ 26 ] |
| 2010 | Robert Reed            | "True Fame"                                                                                             | Asimov's Science Fiction                                              | [ 26 ] |
| 2011 | Geoffrey A. Landis*    | "The Sultan of the Clouds"                                                                              | Asimov's Science Fiction                                              | [ 27 ] |
| 2011 | Elizabeth Hand         | "The Maiden Flight of McCauley's Bellerophon"                                                           | Stories (William Morrow and Company)                                  | [ 27 ] |
| 2011 | Peter Watts            | "The Things"                                                                                            | Clarkesworld Magazine                                                 | [ 27 ] |
| 2011 | Robert Reed            | "Dead Man's Run"                                                                                        | Fantasy & Science Fiction                                             | [ 27 ] |
| 2011 | Yoon Ha Lee            | "Flower, Mercy, Needle, Chain"                                                                          | Lightspeed                                                            | [ 27 ] |
| 2011 | Paul Park              | "Ghosts Doing the Orange Dance"                                                                         | Fantasy & Science Fiction                                             | [ 27 ] |
| 2011 | Steve Rasnic Tem       | "A Letter from the Emperor"                                                                             | Asimov's Science Fiction                                              | [ 27 ] |
| 2011 | Eleanor Arnason        | "Mammoths of the Great Plains"                                                                          | Mammoths of the Great Plains (PM Press)                               | [ 27 ] |
| 2011 | Lavie Tidhar           | "The Night Train"                                                                                       | Strange Horizons                                                      | [ 27 ] |
| 2011 | Alastair Reynolds      | "Troika"                                                                                                | Godlike Machines (Science Fiction Book Club)                          | [ 27 ] |
| 2011 | Damien Broderick       | "Under the Moons of Venus"                                                                              | Subterranean Magazine                                                 | [ 27 ] |
| 2012 | Paul J. McAuley*       | "The Choice"                                                                                            | Asimov's Science Fiction                                              | [ 28 ] |
| 2012 | Charlie Jane Anders    | "Six Months, Three Days"                                                                                | Tor.com                                                               | [ 28 ] |
| 2012 | Ken Liu                | "The Paper Menagerie"                                                                                   | Fantasy & Science Fiction                                             | [ 28 ] |
| 2012 | Paul Cornell           | "The Copenhagen Interpretation"                                                                         | Asimov's Science Fiction                                              | [ 28 ] |
| 2012 | Yoon Ha Lee            | "Ghostweight"                                                                                           | Clarkesworld Magazine                                                 | [ 28 ] |
| 2012 | Jake Kerr              | "The Old Equations"                                                                                     | Lightspeed                                                            | [ 28 ] |
| 2012 | Ken Liu                | "The Man Who Ended History: A Documentary"                                                              | Panverse 3 (Panverse Publishing)                                      | [ 28 ] |
| 2012 | Catherynne M. Valente  | "Silently and Very Fast"                                                                                | Clarkesworld Magazine                                                 | [ 28 ] |
| 2013 | Molly Gloss*           | "The Grinnell Method"                                                                                   | Strange Horizons                                                      | [ 29 ] |
| 2013 | Kate Bachus            | "Things Greater Than Love"                                                                              | Strange Horizons                                                      | [ 29 ] |
| 2013 | Aliette de Bodard      | "Immersion"                                                                                             | Clarkesworld Magazine                                                 | [ 29 ] |
| 2013 | Aliette de Bodard      | "Scattered Along the River of Heaven"                                                                   | Clarkesworld Magazine                                                 | [ 29 ] |
| 2013 | Jay Lake               | "The Weight of History, The Lightness of the Future"                                                    | Subterranean Magazine                                                 | [ 29 ] |
| 2013 | Ken Liu                | "The Bookmaking Habits of Select Species"                                                               | Lightspeed                                                            | [ 29 ] |
| 2013 | Ken Liu                | "Mono No Aware"                                                                                         | The Future is Japanese (Haikasoru)                                    | [ 29 ] |
| 2013 | Linda Nagata           | "Nahiku West"                                                                                           | Analog Science Fiction and Fact                                       | [ 29 ] |
| 2013 | Robert Reed            | Eater-of-Bone                                                                                           | PS Publishing                                                         | [ 29 ] |
| 2013 | Bruce Sterling         | "The Peak of Eternal Light"                                                                             | Edge of Infinity (Solaris Books)                                      | [ 29 ] |
| 2013 | E. Catherine Tobler    | "(To See the Other) Whole Against the Sky"                                                              | Clarkesworld Magazine                                                 | [ 29 ] |
| 2013 | Nancy Kress            | After the Fall, Before the Fall, During the Fall                                                        | Tachyon Publications                                                  | [ 29 ] |
| 2014 | Sarah Pinsker*         | "In Joy, Knowing the Abyss Behind"                                                                      | Strange Horizons                                                      | [ 30 ] |
| 2014 | Gregory Norman Bossert | "Bloom"                                                                                                 | Asimov's Science Fiction                                              | [ 30 ] |
| 2014 | Vylar Kaftan           | "The Weight of the Sunrise"                                                                             | Asimov's Science Fiction                                              | [ 30 ] |
| 2014 | Alaya Dawn Johnson     | "They Shall Salt the Earth with Seeds of Glass"                                                         | Asimov's Science Fiction                                              | [ 30 ] |
| 2014 | Will McIntosh          | "Over There"                                                                                            | Asimov's Science Fiction                                              | [ 30 ] |
| 2014 | Alan DeNiro            | "The Wildfires of Antarctica"                                                                           | Asimov's Science Fiction                                              | [ 30 ] |
| 2014 | Val Nolan              | "The Irish Astronaut"                                                                                   | Electric Velocipede                                                   | [ 30 ] |
| 2014 | Robert Reed            | "Mystic Falls"                                                                                          | Clarkesworld Magazine                                                 | [ 30 ] |
| 2014 | Kenneth Schneyer       | "Selected Program Notes from the Retrospective Exhibition of Theresa Rosenberg Latimer"                 | Clockwork Phoenix 4 (Mythic Delirium Books)                           | [ 30 ] |
| 2014 | E. Lily Yu             | "The Urashima Effect"                                                                                   | Clarkesworld Magazine                                                 | [ 30 ] |
| 2015 | Cory Doctorow*         | "The Man Who Sold the Moon"                                                                             | Hieroglyph: Stories and Visions for a Better Future (William Morrow)  | [ 31 ] |
| 2015 | Gregory Benford        | "Lady With Fox"                                                                                         | Carbide Tipped Pens (Tor Books)                                       | [ 31 ] |
| 2015 | Octavia E. Butler      | "Childfinder"                                                                                           | Unexpected Stories (Open Road Media)                                  | [ 31 ] |
| 2015 | Seth Chambers          | "In Her Eyes"                                                                                           | Fantasy & Science Fiction                                             | [ 31 ] |
| 2015 | Tananarive Due         | "Herd Immunity"                                                                                         | The End is Now (CreateSpace)                                          | [ 31 ] |
| 2015 | Eugie Foster           | "When It Ends, He Catches Her"                                                                          | Daily Science Fiction                                                 | [ 31 ] |
| 2015 | Daryl Gregory          | We Are All Completely Fine                                                                              | Tachyon Publications                                                  | [ 31 ] |
| 2015 | Nancy Kress            | Yesterday's Kin                                                                                         | Tachyon Publications                                                  | [ 31 ] |
| 2015 | Geoffrey A. Landis     | "A Hotel in Antarctica"                                                                                 | Hieroglyph: Stories and Visions for a Better Future (William Morrow)  | [ 31 ] |
| 2015 | Ken Liu                | "The Regular"                                                                                           | Upgraded (Wyrm Publishing)                                            | [ 31 ] |
| 2015 | Pat MacEwen            | "The Lightness of the Movement"                                                                         | Fantasy & Science Fiction                                             | [ 31 ] |
| 2015 | Sam J. Miller          | "We Are the Cloud"                                                                                      | Lightspeed                                                            | [ 31 ] |
| 2015 | Ian McDonald           | "The Fifth Dragon"                                                                                      | Reach for Infinity (Solaris Books)                                    | [ 31 ] |
| 2015 | Suzanne Palmer         | "Shatterdown"                                                                                           | Asimov's Science Fiction                                              | [ 31 ] |
| 2015 | Robert Reed            | "The Cryptic Age"                                                                                       | Asimov's Science Fiction                                              | [ 31 ] |
| 2016 | Kelly Link             | "The Game of Smash and Recovery"                                                                        | Strange Horizons                                                      | [ 32 ] |
| 2016 | Eugene Fischer         | "The New Mother"                                                                                        | Asimov's Science Fiction                                              | [ 32 ] |
| 2016 | Carter Scholz          | "Gypsy"                                                                                                 | Fantasy & Science Fiction                                             | [ 32 ] |
| 2016 | Brooke Bolander        | "And You Shall Know Her by the Trail of Dead"                                                           | Lightspeed                                                            | [ 32 ] |
| 2016 | Jeff Somers            | "Avery Cates: The Walled City"                                                                          | self-published                                                        | [ 32 ] |
| 2016 | Ian McDonald           | "Botanica Veneris: Thirteen Papercuts by Ida Countess Rathangan"                                        | Old Venus (Bantam Books)                                              | [ 32 ] |
| 2016 | David D. Levine        | "Damage"                                                                                                | Tor.com                                                               | [ 32 ] |
| 2016 | Gwyneth Jones          | "Emergence"                                                                                             | Meeting Infinity (Solaris Books)                                      | [ 32 ] |
| 2016 | Hao Jingfang           | "Folding Beijing"                                                                                       | Uncanny Magazine                                                      | [ 32 ] |
| 2016 | Greg Egan              | "The Four Thousand, the Eight Hundred"                                                                  | Asimov's Science Fiction                                              | [ 32 ] |
| 2016 | Sarah Pinsker          | "Our Lady of the Open Road"                                                                             | Asimov's Science Fiction                                              | [ 32 ] |
| 2016 | Kelly Robson           | "The Three Resurrections of Jessica Churchill"                                                          | Clarkesworld Magazine                                                 | [ 32 ] |